# Küçükbağlar, Tokat
Küçükbağlar là một xã thuộc thành phố Tokat, tỉnh Tokat, Thổ Nhĩ Kỳ. Dân số thời điểm năm 2011 là 1.054 người.